# Sostenibilidad urbana
La sostenibilidad urbana es la búsqueda de un desarrollo urbano sostenible que no degrade el entorno y proporcione calidad de vida a los ciudadanos. Este concepto surge en el Informe Brundtland originariamente se llamó "Nuestro Futuro Común" elaborado en 1987 para las Naciones Unidas por la comisión creada al efecto y presidida entonces por la doctora noruega, Gro Harlem Brundtland. En él se afirmaba que el desarrollo sostenible permite "satisfacer las necesidades del presente sin poner en peligro la capacidad de las generaciones futuras para satisfacer sus propias necesidades". El desarrollo sostenible es una filosofía con dimensiones científicas, económicas y políticas.
La sostenibilidad es una responsabilidad compartida que requiere un progresivo aprendizaje para que todos los ciudadanos participen en su adecuada gestión. Esto supone sensibilizar a los ciudadanos en relación con la sostenibilidad y el medio ambiente y cambiar las muchas inercias en sus comportamientos. En la mayoría de las reflexiones e iniciativas de la Consejería de Vivienda y Ordenación del Territorio aparece la preocupación por controlar la expansión urbana, fomentar la recuperación de la ciudad, la gestión sostenible de recursos y residuos, la protección al patrimonio natural y cultural, la mejora de la accesibilidad y la eficiencia del transporte, etc. dentro de un enfoque integrado. 

## Concepto
Es necesario ampliar el concepto de sostenibilidad ambiental, si queremos hablar de sostenibilidad urbana. La sostenibilidad ambiental nace de la preocupación creciente en la comunidad internacional al considerar los vínculos existentes entre el desarrollo económico y social y los efectos inmediatos en el medio ambiente, se busca tomar conciencia y encontrar un equilibrio entre estos. Por lo tanto la sostenibilidad urbana se enfoca en diseñar ciudades inteligentes que tomen medidas colaborativas para crecer de una manera económica, social y ambiental para garantizar competitividad, reducir la pobreza y proveer un espacio digno en donde los ciudadanos se puedan desarrollar.
La Ciudad compacta genera un modelo de ciudad más sostenible, ambientalmente más equilibrada, lo que significa construir una ciudad más habitable. La salud ambiental se convierte en el mejor indicador de la habitabilidad de las ciudades compactas. Una ciudad con menos polución, con una movilidad más eficiente, con más calidad en sus espacios públicos, con menor consumo energético y más integrada en su entorno territorial es, a la vez, una ciudad más acogedora. Por ello, hablar de sostenibilidad urbana es hablar de convivencia y de confort; además de contribuir a la salvaguardia del medio ambiente a escala global.
La ciudad difusa, es donde se consume más territorio y se produce más contaminación ambiental, es un modelo de más insostenible que la Ciudad compacta. La Unión Europea a través de su Comité Económico y Social, ha expresado su preocupación por los usos del suelo como un factor fundamental para hablar de sostenibilidad urbana, para su eficiencia medioambiental y para la calidad de vida que proporciona a sus ciudadanos. Las decisiones en materia de urbanismo deben dirigirse a proteger la identidad de la ciudad, su patrimonio cultural, la disposición tradicional de sus calles, las zonas verdes y la biodiversidad. Una mala utilización del suelo crea zonas urbanas poco atractivas para vivir y produce formas de asentamiento no sostenibles.
Por todo ello, hablar de sostenibilidad urbana es profundizar en la relación de la ciudad con su territorio, con el urbanismo, con la movilidad y la accesibilidad, con la edificación y la rehabilitación o reutilización de los recursos, con el metabolismo urbano, con la biodiversisdad.

## Vivienda y rehabilitación
La edificación nace de la necesidad del establecimiento de las condiciones ambientales y sociales adecuadas para acoger actividades humanas en un espacio determinado bajo condiciones de buena habitabilidad. La vivienda constituye no sólo un derecho fundamental definido por la Constitución Española, Andaluza y por la Ley del Derecho a la vivienda, sino también un factor determinante en la organización social por ser el elemento básico del medio urbano y, por tanto, de la estructura espacial de la sociedad.
Las recomendaciones de la Unión Europea y en concreto la Carta de Leipzig, van encaminadas a no generar nuevas viviendas y crear políticas activas para la rehabilitación del Parque de viviendas actual. Asegurar el éxito de los procesos de rehabilitación de viviendas pasa también por los siguientes aspectos: 
- Conformar un sentimiento de identidad ciudadana colectiva con el espacio urbano donde se interviene.
- Recabar la complicidad de los ciudadanos para con las actuaciones de rehabilitación.
- Recomponer el entramado de relaciones colectivas que, ahora sí, cuenta ya con un espacio

decente y cómodo donde desarrollarse.
La política de rehabilitación de centros y barrios centrada en las personas y que utiliza el instrumental constructivo sólo como herramienta de intervención social y mejora colectiva es la única que asegura la sostenibilidad, la viabilidad, de los sistemas sociales que viven en estos barrios. De forma paradójica, aunque sólo sea una sorpresa a primera vista, la identidad social ligada a un territorio y sus recursos es base fundamental para que el sistema urbano funcione bajo parámetros de sostenibilidad física. Cuando consideramos el espacio donde vivimos como propio y conocemos sus fortalezas y sus debilidades, es posible desarrollar comportamientos individuales y colectivos que conservan el capital natural y el construido con una visión de largo
plazo. La sostenibilidad, en sentido amplio, se convierte así en la mayor expresión del destino común compartido.

## Ciudad y Territorio
Europa es una sociedad mayoritariamente urbana y lo urbano ha tenido siempre una impronta considerable en la cultura y en el modo de ser y las formas de vida de los europeos, Andalucía no es una excepción y su modelo territorial tiende a organizar y equilibrar el territorio mediante el fomento de procesos de cooperación y cohesión, apoyándose en estas redes urbanas.
La ordenación del territorio constituye la herramienta más valiosa para acometer dichos retos ya que proporciona el marco en el que inscribir los procesos propiamente urbanos, valorándolos desde su relación con el resto de componentes territoriales y contextualizándolas en un determinado marco biofísico y cultural.

## Urbanismo
La ocupación acelerada de suelo para construir se ha convertido en uno de los problemas ambientales más graves de Andalucía. El sellado del suelo impide que este conserve su productividad biológica y sus funciones edáficas y climáticas, así como sus propiedades en lo referente a la regulación del sistema hidrológico. Este efecto es más grave aún si se considera que la mayoría del suelo sobre el cual se construye suele poseer una elevada calidad agrológica o paisajística, con lo que su ocupación definitiva supone de facto dilapidar un capital natural de incalculable valor.
La construcción de núcleos residenciales en baja densidad en el seno de sistemas de funcionalidad única, provocarán previsiblemente dificultades financieras a las ciudades, más allá de los ingresos que su construcción pudiera generar en el corto plazo, cuando haya que mantener la ciudad construida y dotar de los servicios adecuados a estas urbanizaciones. Esta forma de producir urbanización, segrega socialmente a la población según su capacidad económica familiar, provocando una brecha social que pone en riesgo la convivencia que ha sido, desde siempre, un rasgo fundamental de nuestros sistemas urbanos.

## Movilidad y accesibilidad
La sostenibilidad urbana con respecto a la accesibilidad significa, apostar por una planificación urbana que evite la generación de movilidad basada en el transporte privado. Significa una apuesta por la cohesión mediante sistemas de transporte público (autobús, metro, tranvía...) o por sistemas alternativos al coche como la bicicleta. Pero también establecer una nueva cultura de la accesibilidad versus la movilidad, generando modelo de ciudad que crea proximidad como una de sus características definitorias.
Una de las características más novedosas e insostenibles de la ciudad difusa es el intenso incremento de las necesidades de movilidad motorizada que se ha producido en las cuatro últimas décadas, lo que provoca un problema energético y de calidad ambiental urbana, aparte de que la emisión de gases acelera el cambio climático global.

## Metabolismo urbano
El origen de gran parte de los problemas de contaminación y mala calidad ambiental presentes en los medios urbanos andaluces son consecuencia del metabolismo urbano actual, incapaz de reducir su dependencia de recursos vírgenes y de cerrar el ciclo de los materiales.
La protección del medio ambiente en las ciudades se ha ido convirtiendo en una de las cuestiones que más preocupan a los ciudadanos y, en consecuencia, ha ido recibiendo una mayor atención por parte de las administraciones competentes.
La Directiva de la Unión Europea 96/61/CE, del Consejo, de 24 de septiembre, incide en la prevención y el control integrado de la contaminación. Reducir, las emisiones de las principales actividades industriales a la atmósfera, el agua y el suelo de forma que se alcance un elevado nivel de protección del medio ambiente considerado en su conjunto, ayuda a la sostenibilidad urbana.

## Biodiversidad y espacio libre
La biodiversidad es la riqueza de formas de vida de un territorio que se genera a través de un proceso histórico de deriva genética, interacción coevolutiva, cambio ambiental y perturbaciones. 
En las áreas urbanas, el territorio no urbanizado se considera improductivo desde el punto de vista económico por lo que todo él puede llegar a urbanizarse a no ser que sea objeto de un procedimiento concreto de protección. 
Las necesidades metabólicas del medio urbano requieren de redes de suministro:: carreteras, líneas de ferrocarril, tendidos eléctricos, etc. Estas redes, especialmente las carreteras, junto con la aparición de núcleos dispersos de población, tiene un significativo impacto sobre el medio en el territorio no urbanizado. Se ha demostrado que la fragmentación del medio natural por estas estructuras, al reducir la conexión entre espacios e interrumpir flujos físicos, reduce también los tamaños de las poblaciones de seres vivos y lleva a una disminución de la biodiversidad por extinciones locales.

## Sellado del suelo
El crecimiento de las superficies impermeables con asfalto, baldosas u hormigón, como consecuencia del crecimiento urbano, produce el sellado del suelo. El crecimiento de la superficie urbana obliga a destinar superficies de suelo cada vez mayores para proporcionar servicios (zonas comerciales, centros educativos y sanitarios, tratamiento de aguas y residuos o infraestructuras de transporte). El sellado del suelo implica la desaparición local de recursos agrícolas y la producción de alimentos y fibras, cambios significativos en los procesos hidrológicos a escalas de cuenca y la pérdida de las funciones más importantes del suelo como hábitat y soporte biológico, la producción de biomasa, la reserva genética, la capacidad del suelo como sumidero de gases de efecto invernadero, la filtración y transformación de contaminantes, la protección de las aguas subterráneas o la interrupción de las cadenas tróficas.
El sellado del suelo es una forma drástica y prácticamente irreversible de ocupación de la superficie de la corteza terrestre, ya que la formación del suelo es extraordinariamente lenta a escala humana. Cuando se cubre una superficie de suelo con materiales impermeables artificiales, la renovación de la atmósfera del suelo y el intercambio de agua se interrumpe drásticamente. El sellado del suelo en áreas urbanas aumenta el riesgo de inundaciones y de contaminación de las aguas superficiales y los acuíferos, reduce la transpiración superficial y contribuye a cambiar el clima a escala local.

## Gestión urbana
En el contexto mundial de cambios, las ciudades han resurgido como espacios estratégicos de nueva centralidad territorial. La proximidad de personas, actividades y funciones emerge como un espacio desde el que pueden ofrecerse respuestas más adecuadas a la diversidad y a los nuevos retos que surgen. 
La ciudad del siglo XXI estará de nuevo dominada por la relación colectiva, si bien los medios que se utilizarán para verificar esas relaciones pueden ser muy distintos a los tradicionales. La cercanía entre agentes, en un espacio físico reducido y alta densidad poblacional, ha sido tradicionalmente el hecho diferencial de la ciudad. La ciudad sostenible tendrá que aprender a conjugar y conservar esa cercanía espacial de personas y servicios con la cercanía a través de los nexos de comunicación resultado de aplicar las nuevas tecnologías para facilitar la relación y la cooperación. El ámbito local interactúa así con el global y ello obliga a replantear las relaciones interterritoriales, redefiniendo tanto los espacios sobre los que cada esfera ejerce las capacidades de gobierno como la propia forma en que se adoptan las decisiones.
Los retos de gestión de los sistemas urbanos son considerables pues deberán responder a un contexto global en continuo cambio y a los requerimientos de la sostenibilidad. El esfuerzo deberá, por consiguiente, estar centrado en la definición de sistemas urbanos más sostenibles para lo cual han de crearse y ponerse en práctica herramientas de gestión novedosas en los que la cooperación entre ciudades y territorios ha de ser un elemento esencial.

## Certificación EDGE
EDGE (Excellence in Design for Greater Efficiencies) es un sistema internacional de certificación de construcción sostenible creado por la Corporación Financiera Internacional (IFC), parte del Grupo Banco Mundial. Su objetivo es promover la construcción de edificaciones más eficientes en términos de energía, agua y materiales, transformando la manera en que se diseñan y operan los edificios, con un enfoque en mercados emergentes.
El sistema se basa en tres áreas clave de eficiencia:
- Energía: reduciendo el consumo de energía en el funcionamiento del edificio.
- Agua: disminuyendo el uso de agua en comparación con edificaciones convencionales.
- Materiales: reduciendo el carbono incorporado en los materiales de construcción

Para obtener la certificación, un edificio debe demostrar al menos un 20% de ahorro en estas tres áreas en comparación con una construcción convencional. Si se alcanza un ahorro energético del 40%, el edificio puede optar al nivel "EDGE Advanced", y aquellos que logran una eficiencia del 100% en el uso de energía pueden recibir la certificación "Zero Carbon".
El proceso de certificación EDGE consta de tres fases:
1. Evaluación con la Herramienta EDGE: El proyecto se evalúa mediante una herramienta en línea gratuita que permite a los desarrolladores proyectar ahorros en energía, agua y materiales, proporcionando un análisis integral del impacto ambiental del diseño.
2. Certificado Preliminar EDGE: Un auditor acreditado revisa los planos y especificaciones del proyecto para validar que las estrategias propuestas son viables y alcanzan los ahorros exigidos. Si se cumplen los requisitos, el proyecto recibe un Certificado Preliminar.
3. Certificación Final EDGE: Tras la construcción, un auditor realiza una inspección en el sitio para asegurar que las estrategias aprobadas en el diseño se implementaron correctamente. Al verificar las reducciones proyectadas, el proyecto recibe la Certificación Final.

#### Beneficios y aplicabilidad de la certificación EDGE
La certificación EDGE ofrece varios beneficios, como la reducción de costos operativos a través de un menor consumo de energía y agua, lo que también ayuda a mitigar el cambio climático. Además, aumenta el valor de las propiedades al hacerlas más atractivas para compradores e inquilinos interesados en sostenibilidad. La certificación es aplicable tanto a nuevos proyectos como a edificaciones existentes, y abarca una amplia variedad de tipologías, incluyendo viviendas unifamiliares, edificios comerciales, hoteles, hospitales, escuelas, entre otros.
Los gobiernos y entidades financieras también pueden aprovechar la certificación EDGE. Para los gobiernos, es una herramienta para fomentar la construcción ecológica mediante políticas e incentivos, mientras que las entidades financieras pueden reducir riesgos exigiendo la certificación como condición para el financiamiento.
Existen tres niveles de certificación EDGE:
- EDGE Certified: 20% de ahorro en energía, agua y materiales.
- EDGE Advanced: 40% de ahorro en energía, con un 20% en agua y materiales.
- Zero Carbon: 100% de ahorro en energía, con un 20% en agua y materiales.